# Албанская республика
Албанская республика, Республика Албания (алб. Republika Shqiptare) — официальное наименование албанского государства в 1925—1928 годах, с момента принятия Конституции и до провозглашения монархии. Фактически в этот период всевластным правителем Албании был Ахмет Зогу, который в итоге решил оформить свою власть в виде королевского поста.

## Образование независимого албанского государства
28 ноября 1912 года Всеалбанский конгресс во Влёре принял Акт о провозглашении независимости Албании от Османской империи. В середине 1912 года в Лондоне начались сразу две международные конференции, на одной из которых шли переговоры между Османской империей и её противниками в Первой Балканской войне, а на другой полномочные представители великих держав разрабатывали план раздела между балканскими странами отвоёванных ими у Османской империи территорий. В центре внимания Лондонской конференции послов находился албанский вопрос. 29 июля 1913 года Конференция приняла решение, что Албания будет автономным суверенным наследным княжеством.
Первым (и единственным) главой княжества Албания стал капитан прусской армии, близкий родственник германского кайзера Вильгельма II и племянник румынской королевы Елизаветы Вильгельм Вид. 7 марта 1914 года Вильгельм Вид и его супруга София прибыли в Дуррес на австрийском военном корабле. Однако ему не удалось обуздать анархию в стране (даже кайзер Вильгельм II стал в итоге склоняться к тому, чтобы заменить «тряпку Вида» на крепкого мусульманского правителя), а вскоре началась Первая мировая война. 3 сентября 1914 года князь Вид отбыл в Германию, при этом он не говорил об отречении, сохраняя за собой право когда-нибудь вернуться в Албанию.

## Албания в годы Первой мировой войны

Оккупированная Албания в годы Первой мировой войны

В Албании началась полная анархия. Для Италии закрепление на Адриатическом побережье Албании имело стратегическое значение, и поэтому в Риме сделали ставку на Эсада Топтани. Прибыв в Ниш, Топтани 17 сентября 1914 года подписал с сербским правительством договор о мире и дружбе. Получив от сербов деньги, он набрал наёмников, и 2 октября вступил в Дуррес, где провозгласил себя главой Сената Центральной Албании. Ориентируясь на Антанту, он начал пытаться установить контроль над всей страной.
2 ноября 1914 года Османская империя вступила в войну на стороне Центральных держав, и султан объявил джихад против врагов ислама. Вооружённую борьбу крестьян-мусульман против Эсада возглавил Хаджи Кямили. Взяв Тирану, он 16 декабря на заседании Нового совета объявил о свержении Эсада и об объединении с Османской империей. 20 декабря 1914 года Эсад от имени сената Дурреса послал приглашение итальянцам и 25 декабря в Дурресе высадились итальянские войска.
23 мая Италия вступила в войну на стороне Антанты, а 2 июня 1915 года в Центральной Албании начали наступление сербские войска. 11 июня сербы вступили в Тирану, а через два дня подошли к Дурресу, и только резкий протест итальянского правительства спас город от оккупации. Вступление Италии в войну и действия Сербии вдохновили Черногорию на оккупацию албанского севера.
Осенью 1915 года австро-венгерская армия перешла в наступление против Сербии и Черногории, а в ночь с 13 на 14 октября в войну на стороне Центральных держав вступила Болгария. Сербские войска отступили в Албанию и были эвакуированы морем, Черногория в январе 1916 года капитулировала перед Австро-Венгрией. Эсад Топтани бежал из Дурреса вместе с сербами, и в августе 1916 года объявился в Салониках, где на антантовские деньги сформировал батальон из албанских наёмников во главе с Халитом Лэши. Сформировав в Салониках временное правительство, он стал готовиться к возвращению на родину.
Австро-венгерские войска оккупировали почти всю Центральную Албанию. Южнее вступили в Албанию болгары, Южную Албанию продолжала оккупировать нейтральная Греция, итальянцы укрепились во Влёре. Когда в результате внутриполитической борьбы в Греции создалась угроза её выступления на стороне Центральных держав, то итальянские и французские войска вытеснили греков из большей части Южной Албании. Чтобы обеспечить тылы своих армий, занятых на более важных фронтах, оккупационные власти обеих коалиций старались потакать национальным чувствам албанцев. 10 декабря 1916 года под контролем французских властей в Южной Албании была создана Автономная албанская республика Корча.

## Албания после Первой мировой войны
В конце 1918 года собравшиеся в Дурресе делегаты от всей Албании (за исключением оккупированных сербами и французами территорий, а также «итальянской» Влёры) постановили создать Временное правительство в составе 14 членов, председателем которого стал Турхан-паша Пермети. На открывшейся 18 января 1919 года Парижской мирной конференции представители дурресского правительства были в составе итальянской делегации. Однако великие державы игнорировали предложения албанской делегации, а 29 июля итальянский министр иностранных дел заключил с греческим премьер-министром секретное «соглашение Титтони — Венизелоса» о разделе Албании. 20 августа 1919 года между итальянским и дурреским правительствами был заключён секретный договор, согласно которому в Албанию назначался итальянский верховный комиссар, получавший контроль над деятельностью Временного правительства. 9 декабря 1919 года правительства США, Великобритании и Франции выпустили меморандум, поддержавший итальянский суверенитет над Влёрой и её окрестностями и мандат Италии на управление остальной территорией Албании.
Вести о закулисных сговорах заставили албанцев искать собственные пути выхода из сложившейся ситуации. По инициативе нелегальной патриотической организации «Краху комбтар» («Национальное крыло») 21 января 1920 года в Люшне собралось более 50 делегатов, представлявших почти все районы страны. Они приняли решение о свержении дурресского правительства, заявили о непризнании условий секретного Лондонского договора 1915 года о разделе страны, и высказались против закулисных сделок на Парижской мирной конференции. Вопрос о государственном строе Албании был отложен до созыва Учредительного собрания, поэтому формально Албания оставалась монархией, но без монарха. Для управления страной был создан Высший совет из четырёх человек, наделённый правами регента при отсутствующем монархе, членами которого должны были быть представители четырёх основных религий: католик, православный, мусульманин-суннит и бекташи. Новое правительство возглавил Сулейман Дельвина, находившийся в то время в Париже. Решением конгресса столицей государства становилась Тирана.
Сразу после конгресса активизировался Эсад Топтани. Начались трения в руководстве «Краху комбтар», где на первые роли быстро выдвигался Ахмет Зогу. Проведя мобилизацию, новое правительство сумело отбросить сторонников Эсада, а 13 июня 1920 года сам Эсад Топтани был застрелен в Париже албанским студентом Авни Рустеми. К лету 1920 года под юрисдикцию правительства Тираны перешла Шкодра, однако часть прилегающих к ней районов продолжала оставаться под оккупацией югославских войск. В мае 1920 года французские войска ушли из Корчи. Греческое правительство, занятое войной с Турцией, не смогло исполнить свою мечту и захватить юг Албании, но греческие войска продолжали удерживать обширный пограничный сельский район из 27 деревень. Итальянская армия продолжала контролировать Влёру и её окрестности.
В мае 1920 года представители тиранского правительства предложили итальянскому командованию начать переговоры о судьбе Влёры, но наткнулись на решительный отказ. Им было предложено ждать результатов мирной конференции. 3 июня итальянскому командованию был послан ультиматум с требованием вывести оккупационные войска из Албании. Ответа не последовало, и вечером 5 июня началось наступление албанских повстанцев на Влёру. К вечеру 10 июня повстанцы подошли вплотную к Влёре и завязали бои в городских кварталах. Тиранское правительство сначала отмежевалось от влёрских событий, заявив о непричастности к ним.
21 июня сдался итальянский гарнизон в Тепелене. Почти во всех крупных городах Италии развернулось движение против отправки войск в Албанию. В конце июня в Анконе берсальеры отказались отправляться в Албанию и оказали вооружённое сопротивление карабинерам, пытавшимся заставить их начать погрузку на суда. Итальянское правительство было вынуждено согласиться на переговоры о перемирии с повстанцами, но при этом стремилось под любым предлогом сохранить за собой Влёру и Сазани. 17 июля итальянское правительство отдало приказ о возобновлении боевых действий; на это последовал ответный ультиматум уже от тиранского правительства. Итальянское правительство было вынуждено признать своё поражение в борьбе за Влёру. Подписанный 2 августа 1920 года в Тиране итало-албанский протокол предусматривал вывод итальянских войск со всей территории Албании за исключением острова Сазани у входа в бухту Влёры. 2 сентября 1920 года состоялось официальное восстановление албанской власти над Влёрой.
В конце июля югославские войска двинулись в направлении Шкодры, пытаясь отодвинуть «стратегическую линию» обороны от возможной итальянской угрозы с территории Албании. Вооружённых сил у тиранского правительства не хватало, и оно опиралось на вспыхнувшее народное восстание в Пешкопии и в пограничных районах Косово. Призыв к оружию поднял на восстание всю Северную Албанию, и части югославской армии были отброшены за «стратегическую линию». После безрезультатных прямых албано-югославских переговоров правительство Дельвины обратилось с нотой протеста в Лигу Наций. С возражениями выступили делегации Югославии, Греции и Франции, но Великобритания решила воспользоваться тяжёлым положением Албании, и пообещала оказать содействие приёму Албании в Лигу Наций в обмен на предоставление больших льгот на албанской территории для Англо-персидской компании. Правительство Ильяза Вриони (сменившее в ноябре 1920 года кабинет Дельвины) пошло на это, и 17 декабря 1920 года Албанию приняли в члены Лиги Наций по предложению представителей Канады и Южно-Африканского Союза.
Югославское правительство, не спеша с признанием независимого албанского государства, поддержало сепаратистское движение в католической области Мидрита. В июне 1921 года вернувшийся из Югославии на родину наследственный глава области капитан Марка Гьони заявил о создании независимой «республики Мидрита» и поднял антиправительственное восстание, получившее косвенную поддержку югославских войск. Лишь в конце ноября войска тиранского правительства, возглавляемые Ахметом Зогу и Байрамом Цурри смогли подавить восстание, а Марк Гьони был вынужден вновь укрыться в Югославии.
9 ноября 1921 года конференция послов Великобритании, Франции, Италии и Японии приняла в Лондоне решение о границах Албании с Югославией и Грецией. За Италией признавались особые права вмешиваться в разрешение проблем Албании в случае создания угрозы её границам или экономической безопасности.

## Строительство государства
С уменьшением внешней угрозы общество начало распадаться на составные части. В Албании развернулась борьба между общественными течениями и отдельными группировками; обычным явлением стали заговоры и политические убийства, замаскированные под кровную месть. К концу 1920 года из всех созданных в январе властных структур фактически остался только институт регентства.
В середине ноября 1920 года в обстановке нарастающего раскола подало в отставку правительство Сулеймана Дельвины. Ему на смену пришёл кабинет Ильяза Вриони, который своими патриотическими настроениями и умеренными взглядами устраивал как радикалов, так и традиционалистов. Чтобы установить хоть какую-нибудь легитимную власть, 5 декабря 1920 года правительство приняло закон о первых в истории независимой Албании выборах в парламент — Национальный совет. Их было решено сделать двухступенчатыми: в первом туре в голосовании могли принимать участие только мужчины не моложе 20 лет, а во втором туре — не менее 25 лет, при этом они должны были прожить в избирательном округе не менее 6 месяцев. Военные права голоса не получили. Фамилия кандидата вписывалась в бюллетень от руки, а так как многие выборщики были неграмотными, то за них это делали присутствующие на выборах «добровольцы», что создало богатую почву для злоупотреблений и фальсификаций. Выборы в Национальный совет прошли 5 апреля 1921 года, а 21 апреля состоялось его первое заседание — но без депутатов от префектуры Шкодры, где до сентября продолжался спор о пропорциональном представительстве католических и мусульманских депутатов в зависимости от численности того и другого населения (так как достоверные статистические данные отсутствовали, то одна комиссия давала преимущество католикам, а другая — мусульманам). На первом заседании парламента его ряды пополнил Фан Ноли в качестве посланца американской «Ватры», внёсшей большой вклад в дело независимости Албании.
В первые же дни работы парламента сформировались две фракции, называемые «партиями»: Народная и Прогрессивная. Народная партия во главе с Фаном Ноли первоначально объединила 28 депутатов от организации «Краху комбтар», от префектур Гирокастра, Мат и некоторых других. Прогрессивная партия (идеология которой не имела ничего общего с названием) состояла в основном из мусульманских землевладельцев и их сторонников, а также представителей католических консервативных кругов. В противовес «народникам», выступавшим за полную независимость Албании, «прогрессисты» отстаивали в политике италофильскую линию. Возглавил Прогрессивную партию выходец из Косова, дипломированный в Стамбуле юрист Кадри Приштина (более известный под именем Кадри Ходжа). Несмотря на большинство в Парламенте, Прогрессивная партия не смогла сформировать однопартийное правительство, все её предложения блокировались «народниками». Правительство Ильяза Вриони фактически потеряло легитимность, а о новом составе депутаты никак не могли договориться; на юге активизировались греческие националисты, на севере и северо-востоке создалась угроза целостности страны, в Лиге Наций шли напряжённые дебаты о границах Албании — а в Тиране образовался вакуум власти. Тогда представители обеих фракций и независимые образовали «Священный союз», который создал комиссию в составе трёх человек (Байрам Цурри, Кязим Коцули, Авни Рустеми), сформировавшую в октябре 1921 года двухпартийный кабинет министров во главе с Пандели Эвангели. Так как много амбициозных людей, претендовавших на министерские посты, оказались вне состава кабинета, то развернулась открытая борьба за власть; Тирану терроризировали вооружённые группировки. В настоящее время трудно установить даже последовательность назначений и смещений премьер-министров.

## Вооружённый путч Ахмета Зогу и принятие Конституции

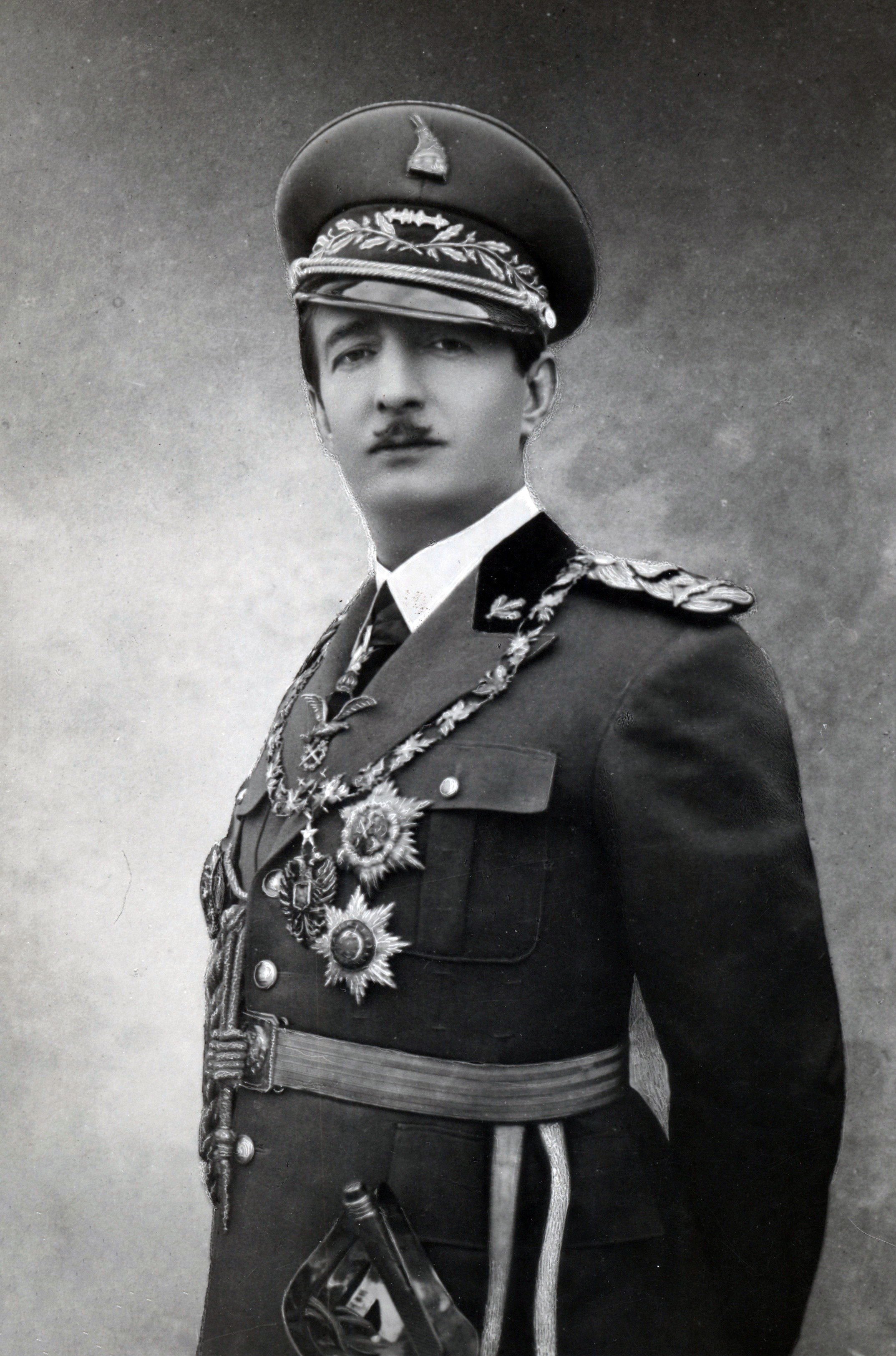
Ахмет Зогу

В декабре 1921 года Ахмет Зогу, вернувшись в Тирану после усмирения мятежной Мирдиты, взял на себя командование жандармерией и, окружив Тирану, распорядился созвать парламент, который низверг погрязший в политических махинациях регентский совет и избрал в него других людей. Освободив под разными предлогами неугодных ему депутатов, Зогу согласился на выдвижение премьер-министром Джафера Юпи. Он действовал от имени Народной партии, получившей в результате всех событий большинство в парламенте. Зогу сохранил за собой пост министра внутренних дел, а Фан Ноли традиционно стал министром иностранных дел.
Весной 1922 года против Зогу (при котором Юпи был лишь марионеткой) объединились Байрам Цури, Элез Юсуфи, Халит Лэши и Хамит Топтани, каждый из которых стоял во главе довольно крупных ополчений из родных мест. Они рассчитывали потребовать от правительства созыва Учредительного собрания и тем самым добиться устранения Зогу и его группировки. Однако в отсутствие телефонной связи, находившейся исключительно в распоряжении правительственных органов, командующему каждым из отрядов пришлось действовать на свой страх и риск, и несмотря на то, что Элез Юсуфи даже захватил Тирану и вынудил правительство спасаться бегством в Эльбасан, восстание было подавлено. Всем руководителям мятежа удалось покинуть страну и уйти в Югославию.
После подавления мартовского восстания было сформировано правительство Джафера Юпи, в котором пост министра иностранных дел занял Пандели Вангели; находившийся в те дни в Риме Фан Ноли добровольно подал в отставку и вышел из рядов Народной партии. Проведя кардинальную чистку административного аппарата в центре и на местах, Зогу превратил Народную партию в свою личную карманную фракцию в парламенте.
Укрепление реальной власти позволило Зогу занять 2 декабря 1922 года пост премьер-министра, сохранив при этом пост министра внутренних дел. Заняв пост главы правительства, он пообещал провести выборы в Учредительное собрание после истечения срока полномочий парламента, то есть осенью 1923 года. В принятой действующим парламентом 8 декабря 1922 года новой конституции (т. н. «Расширенный статут Люшни») не был решён вопрос о форме правления, сохранялось регентство (Верховный совет), четыре члена которого избирались парламентом сроком на три года. В руках Верховного совета находилось командование вооружёнными силами, он назначал премьер-министра и министров.

## Буржуазно-демократическая революция 1924 года
Выборы в Учредительное собрание проходили в условиях подкупов и прямых фальсификаций. Полиция прибегала к открытому давлению на избирателей демократического толка, избивая их и подвергая аресту. В итоге на выборах 27 декабря 1923 года победил правительственный блок.
Возглавляемый Зогу кабинет министров не подал в отставку ни после выборов, ни после открытия 21 января 1924 года Учредительного собрания. Более того, он попытался в одностороннем порядке укрепить свои позиции, вернув для начала утраченный незадолго до этого пост министра внутренних дел. Однако 23 февраля 1924 года республиканец Бекир Вальтери совершил покушение на Зогу у входа в парламент (в 1945 Вальтери как фашистский активист был казнён по приговору коммунистического Специального суда). Зогу заявил об отставке с поста премьер-министра и покинул страну, чтобы залечить раны.
3 марта новый кабинет министров сформировал один из самых богатых людей Албании, эльбасанский помещик Шефкет Верладжи. Однако в обществе нарастало недовольство. Тем временем Зогу решил убрать своего наиболее опасного противника. 20 апреля 1924 года на одной из улиц Тираны наёмный убийца стрелял в Авни Рустеми. Тяжело раненый, тот тем не менее смог ответить нападавшему, но промахнулся. Через два дня Авни умер в больнице; тело забальзамировали и повезли во Влёру для последующего погребения. Сторонники Зогу не скрывали имени заказчика покушения. На траурную процессию съехалось множество людей со всех концов Албании. После похорон Влёра стала центром готовящегося восстания, и 10 июня вооружённые силы оппозиции вошли в столицу. Зогу и его сторонники бежали в Югославию с отрядом в 500 человек.

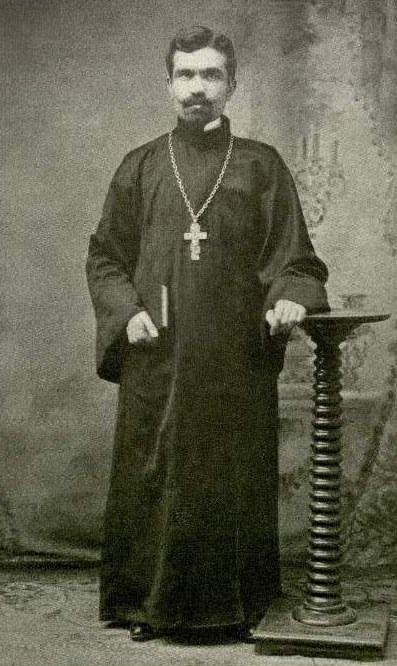
Фан Ноли

16 июня 1924 года было сформировано революционное правительство во главе с Фаном Ноли, которое выступило с декларацией демократических свобод и программой реформ в буржуазном духе. Но страна оказалась в международной изоляции, а без внешней помощи решение внутренних социально-экономических проблем было невозможно. Однако когда стало известно, что готовится установление дипломатических отношений между Албанией и СССР, албанскому правительству было сделано официальное представление от Великобритании и Франции о недопустимости внедрения большевиков на Балканы. Несогласованность действий албанской и советской стороны (не знавшей о закулисных комбинациях) привели к тому, что 16 декабря советский полпред А. А. Краковецкий вместе с семью другими сотрудниками дипломатической миссии, получив визы в албанском представительстве в Вене, прибыл в Тирану. Уже на следующий день в адрес албанского правительства посыпались протесты от Великобритании, Италии и Югославии. Британский представитель предъявил фактический ультиматум: если «большевики» останутся в Тиране, то британское правительство отнесётся к будущему вторжению отрядов Зогу как к внутреннему делу Албании, то есть не будет вмешиваться; если же Краковецкий и сопровождающие его лица уедут, то угроза вторжения сама собой отпадёт. Краковецкий покинул Албанию, но это не спасло правительство Ноли.

Ноли был хорошим историком и поэтом, но из-за своей политической некомпетентности он потерпел неудачу. Зогу подходил к Тиране, а он, премьер-министр, играл на флейте…

Аго Агай

Сбежав в Югославию, Зогу сформировал отряд из своих сторонников и иностранных наёмников численностью около тысячи человек. Одной из частей командовал Гильярди, бывший офицер австро-венгерской армии итальянского происхождения. Ведущую роль в отряде играли русские добровольцы из белогвардейской эмиграции, которые были готовы снова выступить против коммунистически настроенных сил епископа Ноли. Всего в Албанию отправилось 108 (по другим данным 110) русских добровольцев. Командование русским отрядом принял полковник русской и сербской армии Илья Михайлович Миклашевский.
17 декабря отряд пересек границу Албании. За девять дней монархисты захватили Албанию и разгромили «красные» войска епископа Ноли, в армии которого в то время было 7,5 тысяч и 3 тысячи жандармерии. 26 декабря армия Зогу торжественно вошла в столицу Албании, Тирану. Епископ Фан Ноли бежал. Через три дня Зогу разослал во все дипломатические представительства Албании за рубежом телеграммы, что «революционное правительство Фан Ноли» свергнуто им, «главнокомандующим операции», и восстановлено «законное правительство». Фан Ноли и ещё шесть членов кабинета министров был заочно приговорены к смертной казни (им удалось покинуть Албанию на итальянском пароходе).

## Создание республики
Первыми шагами Зогу стала чистка государственного аппарата и подавление оппозиции. 6 января 1925 года формально восстановленный кабинет Ильяза Вриони уступил место новому — с Ахметом Зогу в качестве премьер-министра и министра внутренних дел. Кочо Котта получил портфель министра народного хозяйства, а Мюфид Либохов — портфели министра юстиции, финансов и заместителя министра иностранных дел. Все прочие министерства были временно упразднены.
15 января 1925 года в Тиране собрались сохранившие верность Зогу парламентарии. Через шесть дней на сессии собрания, названного учредительным, была торжественно провозглашена республика, и образована комиссия для выработки конституции. Первые её статьи депутаты утвердили уже через 10 дней после начала заседаний, что дало основание для избрания Ахмета Зогу президентом, который одновременно являлся премьер-министром, министром иностранных дел и главнокомандующим армии.
2 марта был принят окончательный вариант конституции. В стране устанавливалась республиканская форма правления с двухпалатным парламентом: сенат из 18 сенаторов (6 из которых назначались президентом, а 12 избирались сроком на 6 лет), и палата депутатов, избиравшаяся на 3 года двухстепенным голосованием. 16 марта президент опубликовал декрет о выборах в парламент. Выборы принесли полную победу сторонникам Зогу. Первое заседание нового парламента состоялось 1 июня 1925 года.

## Три года республики
Основной заботой Зогу стало упрочение личной власти. В государственном бюджете 1926—1927 годов 75 % доходной части выделялось на содержание вооружённых сил и государственного аппарата, и только 25 % — на развитие экономики, общественные работы, образование, культуру и т. п. На свои нужды Зогу тратил гораздо больше, чем выделялось на здравоохранение, образование и сельское хозяйство вместе взятые.
Если положение в сельском хозяйстве оставалось в рамках внутренних проблем Албании, то развитие добывающей промышленности и упорядочение финансов было невозможно без помощи извне, а это ставило вопрос о выборе покровителя. Зогу пытался лавировать между претендентами на монопольное влияние в Албании. К власти он пришёл с помощью Югославии, но она скоро оказалась оттеснена двумя более сильными соперниками — Италией и Великобританией, ей же досталась в утешение некоторая территория на границе с Черногорией и монастырь святого Наума на берегу Охридского озера.
После реставрации режима Зогу вновь встал вопрос о нефтяных концессиях: дело в том, что договор 1921 года о передаче Англо-персидской компании преимущественного права на разведку и добычу нефти не был ратифицирован парламентом, и к Албании стали проявлять интерес другие иностранные компании. В конце января 1925 года расстановка сил прояснилась: Зогу поддерживал англичан, а на стороне итальянских претендентов были тогдашний второй человек в государстве Мюфид Либохова и его брат Экрем, занимавший пост албанского посланника в Риме. В борьбу включился лично Муссолини, в ход пошли ультимативные требования, подкреплённые, в отличие от англичан, не абстрактными хлопотами перед Лигой наций о займе Албании, а выделением вполне конкретной суммы лично Зогу. Когда в начале февраля 1925 года возникла угроза ратификации договора с Англо-персидской компанией, Муссолини дал указание довести до сведения Зогу, что подобный шаг будет расценен как враждебный по отношению к Италии и к тому же посягающий на экономическую независимость Албании. Когда эти демарши не достигли желаемого результата и в Албанию прибыла группа британских предпринимателей, получивших предварительное одобрение со стороны албанского правительства на строительство портовых сооружений, мостов, трамвайных и железнодорожных линий, то в ход пошёл прямой подкуп. Италия перевела Зогу 500 тысяч золотых франков, и группа предпринимателей уехала ни с чем (а работы, которые они предлагали сделать, никто другой делать не стал, первая железная дорога появилась в Албании лишь в 1947 году).
15 марта 1925 года министр Финансов Мюфид Либохова и представлявший рекомендованную итальянским правительством финансовую группу Марио Альберти подписали конвенцию об учреждении Национального банка Албании («Банкальба») и о выделении албанскому правительству займа на производство общественных работ. После утверждения конвенции обеими палатами албанского парламента банк конституировался 2 сентября 1925 года как акционерное общество с постоянным местопребыванием в Риме, а в Тиране, Дурресе, Шкодре, Влёре и Корче создавались филиалы.
26 августа 1926 года был подписан секретный албано-итальянский договор. Он предусматривал введение итальянских войск в намеченные итальянским генштабом пункты на территории Албании в случае возникновения угрозы последней; осуществление руководства албанской армии итальянским генштабом; автоматическое объявление Албанией войны любому балканскому государству, которое окажется в состоянии войны с Италией; обещание албанской стороны не заключать ни с одним другим государством военного или союзного договора без согласия Италии. Существовала также договорённость, что в случае войны с Югославией будут приняты во внимание территориальные претензии Албании.
30 сентября 1926 года на встрече с Муссолини в Ливорно премьер-министр Великобритании Чемберлен заверил итальянского коллегу в безусловной лояльности британского правительства в отношении итальянской политики в Албании. Собеседники единодушно заклеймили Зогу, его двуличие и интриги, с помощью которых он пытался поссорить Великобританию и Италию. Итало-английское согласие лишило Зогу возможности манёвра.
30 октября 1926 года на севере Албании вспыхнуло антизогистское восстание, поддержанное Югославией. Хотя оно и было жестоко подавлено правительственными войсками, напуганный его внезапностью и размахом Зогу сделал окончательный выбор в пользу Италии. 27 ноября 1926 года в Тиране был подписан договор «О дружбе и безопасности» (т. н. «Первый Тиранский пакт»). Договор заключался сроком на 5 лет, подлежал ратификации в парламентах обоих государств и регистрации в Лиге наций. Этот договор вызвал бурную реакцию в Европе: во французских дипломатических кругах отмечалось, что из-за различий в «весе» участников договор сильно напоминает пакт о протекторате. Этим договором Муссолини принципиально отказывался от союзников в проведении балканской политики. Итальянская периодическая печать начала усердно поставлять материалы об угрозе Албании с севера.
19 марта 1927 года Италия направила ноты в Париж, Берлин и Лондон о том, что, якобы, на албанской границе концентрируются отряды косовских албанцев, собирающихся начать наступление на Тирану в целях свержения Зогу. Готовясь выполнить условия Тиранского пакта, Италия начала подтягивать войска к югославской границе. В ответ Югославия потребовала разбирательства в Лиге наций. Конфликт удалось уладить силами британской дипломатии.
В конце мая 1927 года албанская полиция арестовала В. Джурашковича — натурализовавшегося в Албании черногорца, работавшего переводчиком в югославском консульстве. При нём были обнаружены документы, доказывающие, что Цено-беги Крюэзиу — муж сестры Зогу и его ближайший сподвижник — является югославским агентом и кандидатом на роль нового главы государства в случае свержения Зогу. Разгоревшийся скандал привёл к разрыву дипломатических отношений между Албанией и Югославией (впрочем, восстановленных в конце августа благодаря усилиям великих держав), а Цено-бени был отправлен послом в Прагу (где погиб от руки наёмного убийцы 14 октября 1927 года).

## Превращение республики в монархию
Осенью 1927 года по итальянской инициативе был возбуждён вопрос о легализации секретного итало-албанского соглашения 1925 года, которое должно было принять форму оборонительного союза. Кроме того, стремясь укрепить личную власть Зогу, Муссолини предложил ему подумать о возможности преобразования албанской республики в монархию. Зогу ответил принципиальным согласием, выразив в то же время опасения в связи с неизбежными финансовыми и «психологическими» осложнениями (он опасался противодействия феодальной знати). В Риме не хотели, чтобы провозглашение монархии выглядело, как предоставление Зогу трона в обмен на военный договор, и поэтому этот вопрос был временно отложен.
Итало-албанский договор об оборонительном союзе («Второй Тиранский пакт») был подписан 22 ноября 1927 года сроком на 20 лет. Новый договор предусматривал совместные действия обоих государств в случае «неспровоцированной войны» против одного из них, предоставление в распоряжение союзника всех военных, финансовых и иных ресурсов.
Зимой 1927—1928 годов северные районы Албании поразил голод. Зогу был вынужден создать в январе 1928 года правительственную комиссию, которая организовала сбор средств для помощи нуждающимся. К весне волна недовольства внутренней политикой правительства докатилась до южных областей, захватив города. Начались акции протеста и забастовки. В этих условиях Зогу решил вернуться к итальянскому предложению о провозглашении монархии, не дожидаясь истечения 7-летнего срока президентства.
5 июня 1928 года правительство Албании издало указ о созыве Учредительного собрания. Все предварительные мероприятия уложились в два месяца, и 1 сентября 1928 года министр иностранных дел Ильяз Вриони направил уведомления всем иностранным дипломатическим представителям в Албании о провозглашении национальным собранием Зогу I «королём албанцев» («Ахмет I» звучало бы слишком по-восточному, не по-европейски).
1 декабря 1928 года албанский парламент принял новую конституцию, в соответствии с которой Албания объявлялась «демократической, парламентарной и наследственной монархией».